# Західний (автовокзал)
48°02′10″ пн. ш. 37°42′58″ сх. д. / 48.036° пн. ш. 37.716° сх. д.
За́хідний автовокза́л — один з автовокзалів Донецька, знаходиться в Куйбишевському районі, на північному заході міста.
Відкритий 17 травня 2011 року. Для підвезення пасажирів схеми руху багатьох міських маршрутів було змінено. Також заплановано провести в цьому напрямі тролейбусної лінії. Через «Донецьк Західний» проїжджають муніципальні автобуси і маршрутне таксі. Зокрема маршрути № 6а, № 73а і № 83.
Всі маршрути, які раніше вирушали з автовокзалу «Путилівський», після його закриття стали вирушати з цього вокзалу.

## Сполучення
До російської збройної агресії в Україну з цього автовокзалу вирішали автобуси в північному та західному напрямку Донецької області, а також в Київ, Харків, Кіровоград, Луганськ, Кам'янець-Подільський, Дніпропетровськ, Умань, Запоріжжя та інші міста України.

## Контакти
- Адреса: Донецьк, Красноармійське шосе, 1